# 静冈学园短期大学
静冈学园短期大学（日语：／ Shizuoka Gakuen Tanki Daigaku *），简称SGC，是过去一所位于日本静冈县藤枝市的私立短期大学。

## 概要

### 简介
- 学校最早可以追溯到1965年[1]、短期大学为于1988年开办[1]、由学校法人第二静冈学园、男女同校。招生到于1997年、停办于1999年[1]。

### 历史
- 1988年 静冈学园短期大学成立并同时设置两个学科、以下列挙[2][1]。
  - 经营信息科
  - 英语科（改名为英语交流科于1996年）
- 1997年 短期大学招生最后、次年停止招生[2]。
- 1999年 停办[1]。

## 学校环境
- 校区：在了静冈县藤枝市[注 1]

## 组织

### 学科
- 经营信息科
- 英语交流科

### 专科
| - 没有 |

### 业余课程
| - 没有 |

## 相关链接
- 日本短期大学列表